# 小笠原貞慶
小笠原 貞慶（おがさわら さだよし／さだのり）は、戦国時代から安土桃山時代にかけての武将、大名。信濃守護大名・小笠原長時の三男。信濃深志城城主。小笠原流弓馬術礼法宗家。

## 生涯
天文15年（1546年）、小笠原長時の三男（庶子）として林城で生まれる。
父・長時の時代に甲斐国の武田晴信（信玄）が信濃侵攻を開始し、長時は小県郡の村上義清らと共に武田氏に対抗するが、天文17年（1548年）の塩尻峠の戦いにおいて敗退すると、以後、諸国を放浪した。
『小笠原系譜』『寛永諸家系図伝』『寛政重修諸家譜』など近世期の系譜史料に拠れば、長時親子は信濃没落後に上杉氏（越後長尾氏）を頼り、天文21年（1552年）に中塔城を捨てて越後国へ逃れた後、7歳のときに伊勢国を経て京へ逃れ、叔父信定・清鑑・貞種と共に、三好氏を頼ったという。
京において長時親子は信濃復帰を望み運動して、永禄4年（1561年）に貞虎（貞慶）は長時とともに本山寺（大阪府高槻市）に対し旧領復帰の際には寺領寄進を約束している。なお、本山寺文書に拠れば貞慶は諱を「貞虎」から「貞慶」に改名しており、「虎」の字は越後亡命時代の元服した際に長尾景虎（上杉謙信）から偏諱を拝領し、京で三好長慶から「慶」の字を拝領して「貞慶」に改名した可能性が考えられている。本山寺に対して祈願文書が発給された永禄4年には上杉氏と武田氏の間で川中島の戦いが行われているが、永禄4年の第四次合戦を契機に北信を巡る争いは収束し、長時親子も旧領回復には至っていない。
長時は三好長慶の死（永禄7年）後、越後国の上杉謙信のもとへ再び寄寓した後、会津蘆名氏のもとに寄寓したが、貞慶は京に残った。
永禄12年（1569年）の六条合戦（本圀寺の変）では三好三人衆軍の一員として参戦し、多聞山城に籠城したが、三好党が織田信長に敗れたので、以後は織田側についた。
更に元亀4年（1573年）に信長が義昭を追放すると、天正3年から同9年ごろにかけて、信長の使者として東国諸大名への対武田・対上杉・対後北条交渉を担当し、信濃筑摩郡に所領を約束された。
天正7年（1579年）、貞慶は会津を訪れて父長時と対面して、家宝などを受け継いで、家督を相続した。
天正10年（1582年）の甲州征伐では深志城を落城させた織田長益に拝謁したが、小笠原旧領は戦功あった木曾義昌に安堵されたため、その回復は実現しなかった。同年6月の本能寺の変で信長が横死した後の天正壬午の乱において旧領回復を狙い徳川家康の家臣となる。 
北信ではこの頃、伯父の小笠原洞雪斎が上杉景勝の後援を受けて木曾氏を追放し深志城を押さえていたが、小笠原旧臣は上杉氏の傀儡であった洞雪斎から離れていたと言われ、貞慶は徳川氏や小笠原旧臣の支援を得て深志城を奪還する。これにより大名として復帰を果たした。その際、長男の小笠原秀政を人質として差し出し、家康の宿老であった石川数正に預けられた。またこの時、深志城を松本城と改名している。
天正11年（1583年）には筑摩郡北部の青柳城、麻績城を上杉氏と争い、天正12年（1584年）には木曾義昌の本領木曽福島城を攻めた。
天正13年（1585年）、突如として数正が人質の秀政を引き連れて豊臣秀吉の元へ出奔すると、貞慶もそれに従って豊臣氏の家臣となった。一説に、貞慶が真田昌幸とともに秀吉と内通していた形跡があって、その内通が家康に発覚したことによって、責任を問われたことが数正の出奔の一因になったともする。しかし「三河物語」や「松平記」では数正が天正12年春の時点ですでに秀吉に篭絡されつつあったと記述されており、依然として数正の出奔が貞慶の徳川氏離反の直接の原因である可能性も残される。

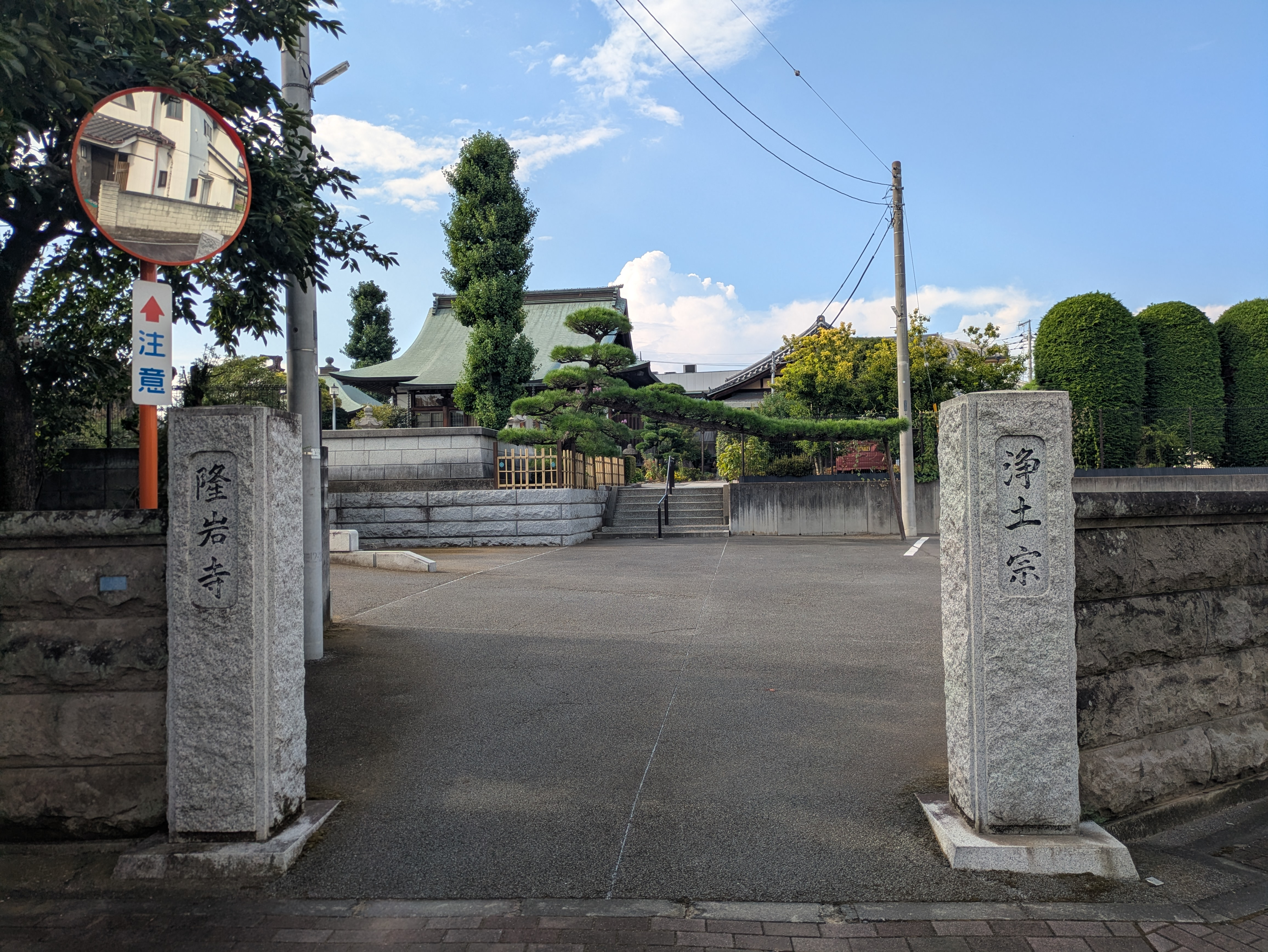
隆岩寺（古河市）（茨城県古河市中央町1-7‐39）

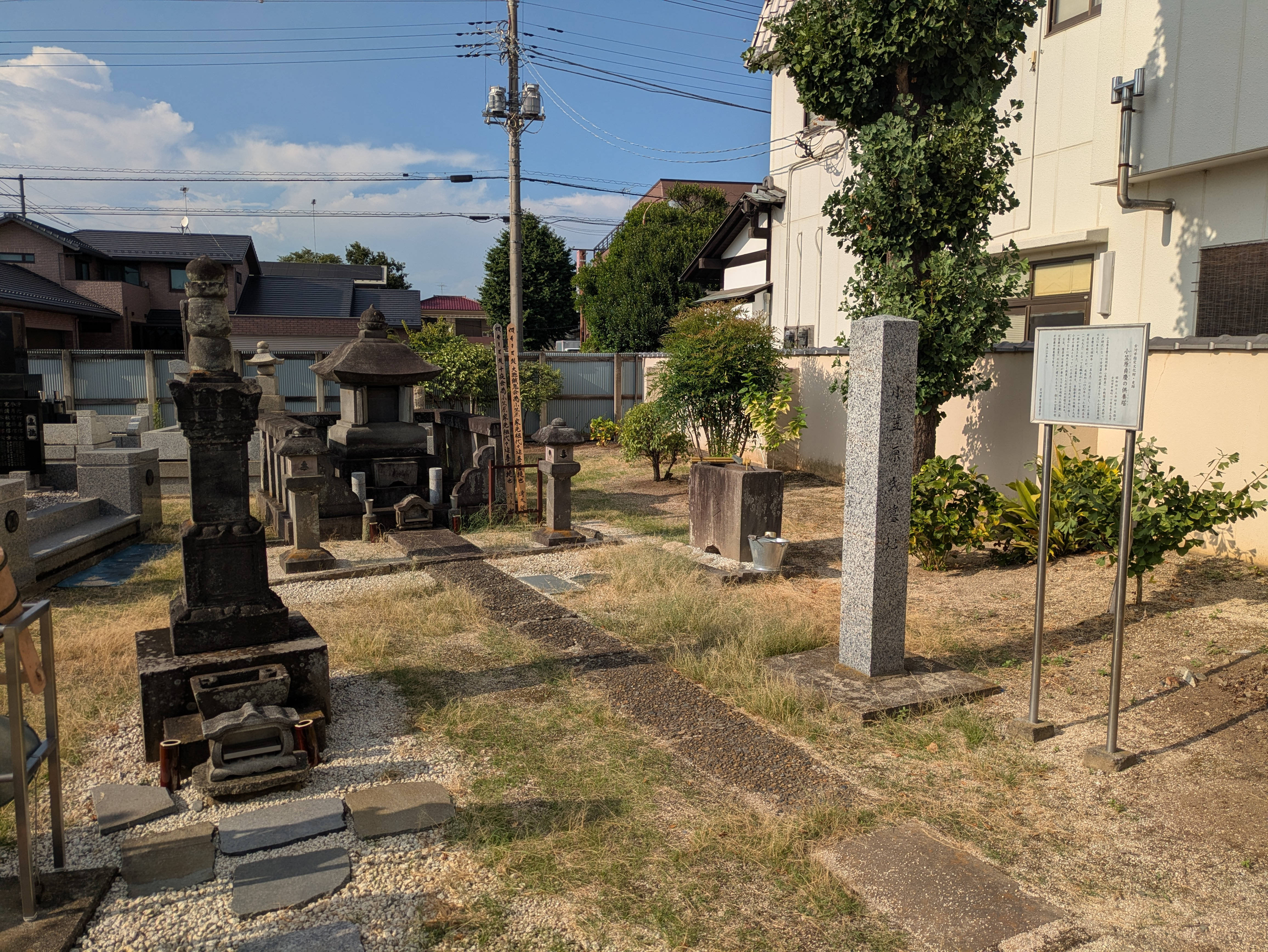
小笠原貞慶の供養塔（隆岩寺）（宝篋印塔は岡崎信康供養塔)

天正18年（1590年）、小田原征伐で前田利家軍に従って軍功を挙げた。この功によって、秀吉から讃岐半国を与えられたが、九州の役の際に秀吉に追放された構われ者となっていた尾藤知宣を、その間に客将として庇護していたことが露見したため、秀吉の怒りを買って、所領を全て没収されて改易された。松本の所領は石川数正に与えられた。
その後、子の秀政とともに再び家康の家臣となり、家康の関東入りに従って、秀政の領地として与えられた下総古河3万石に移った。文禄4年（1595年）に死去。享年50。茨城県古河市の隆岩寺に供養塔がある。

## 家臣
- 犬甘久知
- 二木重吉
- 溝口貞泰
- 毛利時定
- 二木盛正
- 犬甘政信
- 沢渡盛忠